# 지리적 최상위 도메인
지리적 최상위 도메인은 2글자 국가코드나 국제화 국가 코드 최상위 도메인이 아닌데 지리적 지역을 나타내는 최상위 도메인이다. IANA의 공식적인 분류는 아니라 IANA에서는 스폰서 최상위 도메인이나 일반 최상위 도메인으로 분류한다.